# Matty Willock
Matthew Anthony Willock (Waltham Forest, 20 de agosto de 1996), conocido futbolísticamente como Matty Willock, es un futbolista inglés. Jugó como centrocampista.

## Trayectoria
Willock tuvo un corto paso por las categorías juveniles del Arsenal hasta 2011, cuando fue liberado a la edad de 15 años. Luego realizó pruebas con el equipo de la Championship, el Reading y el equipo de la Premier League, el Sunderland antes de unirse al Manchester United en 2012.
Apareció por primera vez para la academia del United en el Northern Ireland Youth Soccer Tournament 2012 antes de jugar para la sub-18 a nivel nacional, los sub-19 en la UEFA Youth League y luego los sub-23. Permaneció en la banca del equipo mayor dos veces durante la temporada 2016-17, siendo un sustituto inutilizado en partidos locales contra el West Bromwich Albion y Crystal Palace. Firmó un nuevo contrato de dos años en agosto de 2017, antes de ir en préstamo.
El 31 de agosto de 2017, Willock fue cedido al F. C. Utrecht de la Eredivisie para la temporada 17-18. Le asignaron la camisa número 26. Sin embargo, su primer partido con los colores de Utrecht fue con el equipo de reserva en la Eerste Divisie, haciendo su debut profesional en una derrota 1-4 en casa ante el De Graafschap. El 20 de septiembre, Willock hizo su primera gol con la escuadra sénior en una eliminatoria de primera ronda de la KNVB Beker contra el Ajax Amateurs en el Amsterdam Arena, anotó el quinto gol en una victoria por 0-6. Su debut en Eredivisie se produjo el 1 de octubre en un empate fuera de casa contra el Vitesse. Tras solo media temporada en los Países Bajos, se marchó cedido lo que quedaba de temporada al St. Johnstone. De cara a la temporada 2018-2019, volvió a ser cedido a un club escocés; en esta ocasión, al Saint Mirren.

## Selección nacional
Es elegible para representar a Inglaterra o Montserrat a nivel internacional. Él había declarado que solo consideraría a Montserrat como una opción secundaria a Inglaterra.

## Clubes
| Club                           | País         | Año       |
| ------------------------------ | ------------ | --------- |
| Manchester United F. C.        | Inglaterra   | 2017-2019 |
| F. C. Utrecht (préstamo)       | Países Bajos | 2017-2018 |
| St. Johnstone F. C. (préstamo) | Escocia      | 2018      |
| Saint Mirren F. C. (préstamo)  | Escocia      | 2018      |
| Crawley Town F. C. (préstamo)  | Inglaterra   | 2019      |
| Gillingham F. C.               | Inglaterra   | 2019-2021 |
| Salford City F. C.             | Inglaterra   | 2021-2022 |

## Vida privada
Tiene dos hermanos, Chris y Joe, que también son futbolistas profesionales. Paul Scholes, Patrick Vieira y Kaká fueron sus héroes de infancia.